# Gayle Sierens
Gayle Sierens (nacida en 1954) es una experiodista de radio y expresentadora de noticias en WFLA-TV. Se unió a la Tampa NBC en 1977 como comentarista deportivo de fin de semana después de trabajar con WFSU en Tallahassee, mientras asistía a la Universidad Estatal de Florida. Se convirtió en la primera comentarista deportiva femenina en el Área de la Bahía y rápidamente se hizo famosa por ser una persona que siempre tuvo una gran historia que contar, además entrevistó a los mejores jugadores profesionales de deportes a pesar de ser una mujer. En 1981, fue reconocida por Tampa Bay el Metro de la Revista como la mejor periodista deportiva del Área de la Bahía. 
En un esfuerzo por frenar la disminución de los índices de audiencia, WFLA promovió a Sierens como copresentador de noticias en el horario de las 6 y las 11 de la noche con Bob Hite en octubre de 1985, una medida que fue criticada en un principio. La medida luego dio sus frutos, ya que a Sierens se le consideraba simpática e igual de buena que relatando deportes.
En 1987, a través de una breve temporada con NBC Sports, ella se convirtió en la primera mujer en ser comentarista deportivo para un encuentro en la temporada regular de la NFL, el 27 de diciembre, relatando el encuentro entre los Seattle Seahawks y los Chiefs de Kansas City. Ella originalmente iba a ser comentarista habitual de la temporada, pero una disputa contractual con WFLA le impidió continuar en ese papel, más allá de este histórico encuentro.
En 1984, fue honrada con el Florida Emmy Award en la categoría de periodismo deportivo y en 1991, Sierens ganó su segundo Emmy por la presentación de noticias.
El 10 de enero de 2007 fue designado como "Gayle Sierens Day" ("El día de Gayle Sierens", en español) por el alcalde de Tampa Pam Iorio para conmemorar el trigésimo año de Sierens con la estación, algo no muy común en las noticias de televisión.
Actualmente, ella es miembro de la junta directiva de Village Partners International (una junta asesora de Boy's and Girl's Clubs of Greater Tampa) también se desempeña como presidenta de la recaudación de fondos anual "Big Bowl's For Sake" de Big Brother's / Big Sister, y es miembro de la junta directiva de la Clínica de Salud Judeo-Cristiana.
Está casada con Mike Martin, ex linebacker de los Chicago Bears y de los New England Patriots, y propietario de Mike's Pies & Coffee Shoppe en Tampa.
Gayle se retiró de WFLA-TV NewsChannel 8 en mayo de 2015, después de 38 años en la industria del periodismo de difusión. 